# 奧奇卡尼夫卡
49°44′13″N 34°15′38″E / 49.73694°N 34.26056°E
奧奇卡尼夫卡（烏克蘭語：Очканівка），是烏克蘭的村落，位於該國中部波爾塔瓦州，由波爾塔瓦區負責管轄，距離庫切里夫卡1公里，海拔高度103米，2001年人口155。